# Dougie Morkel
Pour les articles homonymes, voir Morkel.
Pas d'image ? Cliquez ici

a Compétitions nationales et continentales officielles uniquement.

b Matchs officiels uniquement.
Douglas Francis Theodore Morkel, plus connu comme Dougie Morkel, né le 26 octobre 1885 à Kimberley (Afrique du Sud) et mort le 20 février 1950 à Johannesbourg, est un joueur de rugby à XV qui a joué avec l'équipe d'Afrique du Sud. Il évoluait au poste d'avant.

## Carrière
Dougie Morkel dispute son premier test match le 24 novembre 1906 contre l'Irlande. Il joue son dernier test match contre les Français le 11 janvier 1913. En 1906 il est sélectionné à 2 reprises avec les Springboks, qui font une tournée en Europe. Il l'emporte sur l'Irlande 15-12 puis concède le match nul 3-3 contre l'Angleterre. Il est ensuite choisi 2 fois sur 3 pour disputer une série de test matchs contre les Lions britanniques en 1910. Il participe au fameux Grand Chelem des Springboks contre les nations européennes en 1912-1913 jouant les 5 rencontres, inscrivant 2 essais, 4 pénalités et 3 transformations. L'Afrique du Sud l'emporte sur l'Écosse 16-0. Il participe ensuite à la victoire contre l'Irlande 38-0 puis à celle sur le pays de Galles 3-0. En 1913 l'Afrique du Sud achève le Grand Chelem en gagnant l'Angleterre 9-3, puis au Bouscat 38-5. Il est le capitaine du match contre les Anglais. Il joue 9 matchs pour 8 victoires et un nul. Il joue en province avec le Transvaal avec qui il dispute la Currie Cup.

## Statistiques en équipe nationale
- 9 test matchs avec l'équipe d'Afrique du Sud, 8 victoires, 1 nul
- 3 essais, 5 pénalités, 7 transformations
- Test matchs par année : 2 en 1906, 2 en 1910, 3 en 1912, 2 en 1913